# Peter Butler
Peter James Butler (Halifax, 27 agosto 1966) è un allenatore di calcio ed ex calciatore inglese, di ruolo centrocampista, selezionatore della Nazionale femminile di calcio del Bangladesh.